# Forêts côtières continentales de la Colombie-Britannique
Localisation
Les forêts côtières continentales de la Colombie-Britannique sont une écorégion terrestre nord-américaine du type Forêts de conifères tempérées du World Wildlife Fund

## Répartition
Comme son nom l'indique, cette écorégion recouvre la zone côtière du continent de la Colombie-Britannique et une petite partie de l'état de Washington jusqu'à 150 km à l'intérieur des terres.  

## Climat
Dans la partie sud, la température moyenne annuelle est d'environ 6,5 °C.  Les températures estivale et hivernale moyennes sont d'environ 14 °C et −1 °C respectivement.  Le taux de précipitations varie entre 1 500 mm en basse altitude et 3 400 mm en haute altitude. 
Dans la partie nord, la température moyenne annuelle est d'environ 5 °C.  La température estivale moyenne est de 13 °C.  La température hivernale moyenne varie entre −4,5 °C et −0,5 °C.  Les températures sont encore plus basses dans le bassin de la rivière Nass dans l'extrême nord de l'écorégion.  Le taux de précipitations varie entre 1 200 mm et 4 500 mm selon l'altitude. 

## Géomorphologie
On trouve dans cette écorégion la partie nord de la chaîne des Cascades, les chaînons du Pacifique, les chaînons Kitimat, les chaînes Nass et le bassin du fleuve Nass.  Les côtes sont découpées par une série de montagnes et de fjords.

## Caractéristiques biologiques
Les forêts en basse altitude se composent principalement de pruches de l'Ouest, de thuyas géants de Californie et de sapins gracieux.  Les forêts des zones subalpines se composent de pruches subalpines, de sapins gracieux et de quelques cyprès de Nootka.  Les zones alpines sont couvertes de prés dominés par le carex et d'affleurements rocheux couverts de lichens.  

## Conservation
On estime que cette écorégion est intacte dans une proportion de 40 %. Les perturbations sont principalement causées par l'exploitation forestière en basse altitude.  